# Otostigmus sinicolens
Otostigmus sinicolens är en mångfotingart som beskrevs av Chamberlin 1930. Otostigmus sinicolens ingår i släktet Otostigmus och familjen Scolopendridae. Inga underarter finns listade i Catalogue of Life.